# Никитин, Василий Варфоломеевич
Васи́лий Варфломе́евич Ники́тин (2 [15] марта 1917; деревня Малиновка, Тульская губерния — 10 августа 1963, Подольск, Московская область) — Герой Советского Союза (1943), полковник (1953).

## Биография

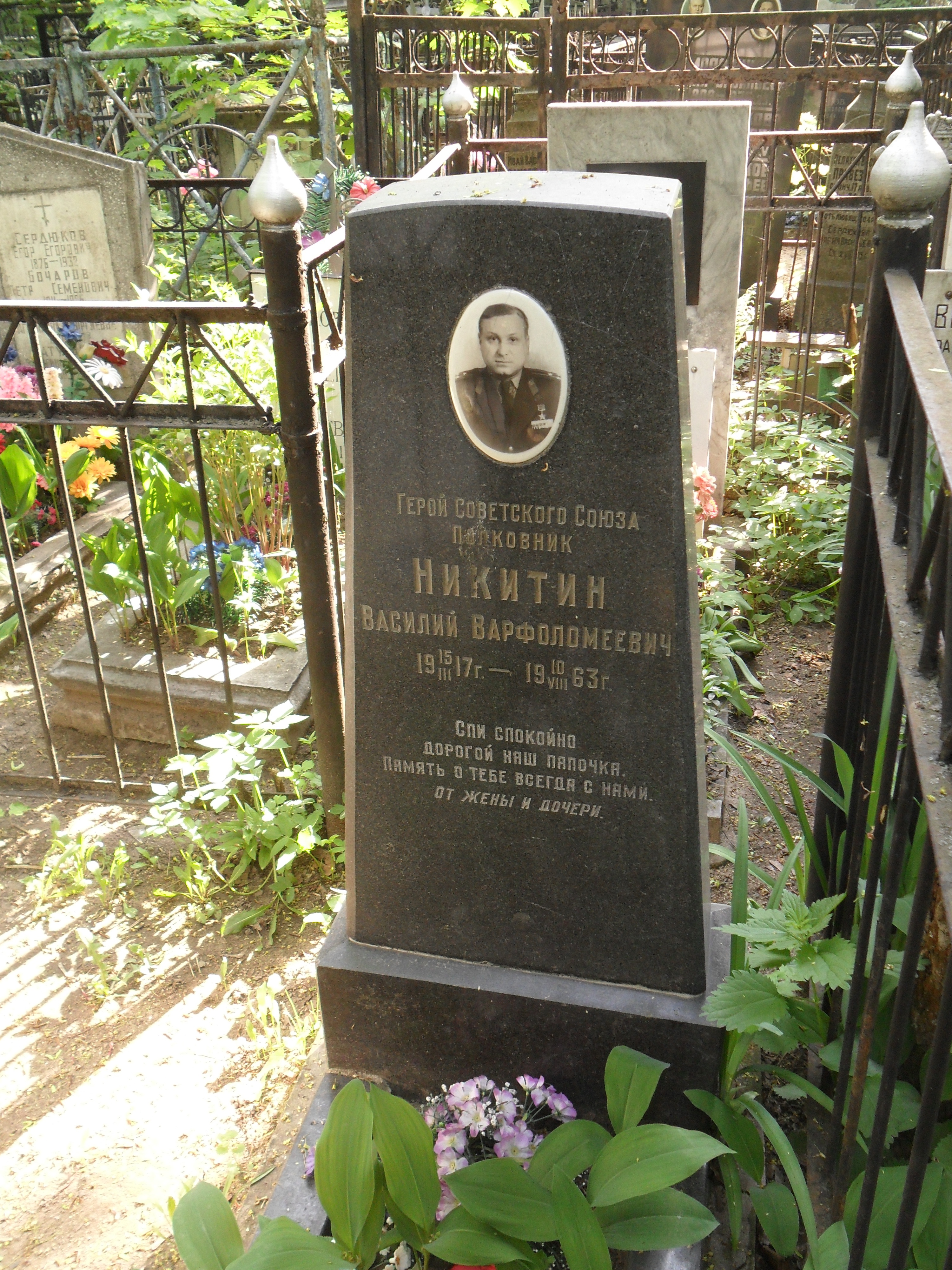
Могила Никитина на Ваганьковском кладбище Москвы.

Родился 2 (15) марта 1917 года в деревне Малиновка Алексинского уезда Тульской губернии (ныне не существует, территория Заокского района Тульской области). Окончил 4 класса школы и школу ФЗУ в Москве. Работал электросварщиком.
В армии с ноября 1936 года. В 1938 году окончил Рязанское пехотное училище. Служил командиром взвода, командиром роты и помощником начальника штаба батальона в пехоте (в Одесском военном округе).
Участник Великой Отечественной войны: в июне-августе 1941 — помощник начальника штаба 59-го отдельного пулемётного батальона 80-го Рыбницкого укрепрайона, в августе 1941 — феврале 1942 — адъютант батальона 966-го стрелкового полка. Воевал на Южном фронте. Участвовал в оборонительных боях на юго-западе Украины и Донбассе, в Ростовской операции. 16 февраля 1942 года был тяжело ранен в грудь и руку. До июня 1942 года находился на излечении в госпитале в городе Сталинград (ныне Волгоград).
В июне-августе 1942 — командир мотострелкового батальона 66-й танковой бригады, в августе 1942 — мае 1945 — заместитель командира и командир мотострелкового батальона 88-й (с июля 1943 — 54-й гвардейской) танковой бригады. Воевал на Брянском, Сталинградском, Воронежском, Юго-Западном, Центральном и 1-м Украинском фронтах. Участвовал в Воронежско-Ворошиловградской операции, Сталинградской битве, Острогожско-Россошанской, Воронежско-Касторненской, Харьковских наступательной и оборонительной, Орловской и Черниговско-Полтавской операциях, битве за Днепр, Киевских наступательной и оборонительной операциях. В 1943 году в боях под Харьковом был контужен.
Особо отличился 24 сентября 1943 года при форсировании Днепра. На подручных средствах бойцы под его командованием преодолели водную преграду. Выбив гитлеровцев из села Трахтемиров (Каневский район, Черкасской области, Украинская ССР), мотострелковый батальон захватил плацдарм на правом берегу реки и удерживал его до подхода главных сил танковой бригады.
За мужество и героизм, проявленные в боях, Указом Президиума Верховного Совета СССР от 17 ноября 1943 года гвардии майору Никитину Василию Варфоломеевичу присвоено звание Героя Советского Союза с вручением ордена Ленина и медали «Золотая Звезда».
В 1947 году окончил Военную академию имени М. В. Фрунзе. Служил командиром мотострелкового батальона (в Северной группе войск, Польша), командиром мотоциклетного батальона и командиром мотострелковых полков (в Московском военном округе). С июля 1957 года — военный комиссар Подольского объединённого горвоенкомата.
Жил в городе Подольск Московской области. Умер 10 августа 1963 года. Похоронен на Ваганьковском кладбище в Москве.

## Награды
- Герой Советского Союза (17.11.1943);
- орден Ленина (17.11.1943);
- два ордена Красного Знамени (9.08.1943; 23.11.1943);
- два ордена Красной Звезды (26.09.1942; 13.06.1952);
- медаль «За боевые заслуги» (5.11.1945);
- другие медали.

## Память
Именем В. В. Никитина названа улица в деревне Русятино Заокского района Тульской области.